# Таня Русоф
Таня Русоф (на английски: Tania Russof; на руски: Таня Русова; на латвийски: Taņa Rusova) е латвийска порнографска актриса, родена на 7 юни 1974 г. в град Рига, Латвия.
Избрана е за момиче на месеца за септември 1996 г. на списание „Пентхаус“, а през 1999 г. е поставена на второ място в класацията за момиче на годината на същото списание.
През 1998 г. печели наградата за най-добра европейска актриса на Берлинския фестивал Venus.